# Hoshina Masayuki
Hoshina Masayuki (保科 正之?; Edo, 17 giugno 1611 – Edo, 4 febbraio 1673) è stato un daimyō giapponese del periodo Edo, capo del clan Hoshina.

## Biografia
Hoshina Masayuki nacque a Edo nel 1611, come quarto illegittimo figlio del secondo shōgun Tokugawa Hidetada. Poiché la madre di Masayuki, Oshizu no Kata (1584–1635), in seguito chiamata Jōkō-in) era una serva, Hidetada scelse di nascondere il neonato, poi chiamato Komatsu (幸松?). Lo nascose per proteggerlo da un potenziale infanticidio per mano di Oeyo, la moglie ufficiale di Hidetada. Komatsu fu poi segretamente dato in adozione a Hoshina Masamitsu, un ex servitore del clan Takeda, e daimyō del feudo di Takatō (provincia di Shinano). Nel 1629 Komatsu incontrò per la prima volta suo fratello maggiore, il terzo Shōgun Tokugawa Iemitsu e un altro fratello maggiore Tokugawa Tadanaga, e ricevette alcuni ricordi di suo nonno Tokugawa Ieyasu come riconoscimento del suo status di membro della famiglia Tokugawa.
Nel 1631 Komatsu ereditò il titolo di capo del clan Hoshina, così come il feudo di Takatō, e cambiò il suo nome in Masayuki. Gli furono anche concessi i titoli di cortesia di Higo-no-kami e Sakonoegonchūjō e un alto grado di corte. Dopo la morte di Hidetada, Masayuki divenne uno dei più stretti confidenti e assistenti di Iemitsu ed esercitò un potere politico considerevolmente maggiore di quanto indicherebbe il suo status ufficiale di daimyō da 30 000 koku (resa del feudo di Takatō). Gli fu ordinato di costruire la sua residenaza Edo immediatamente fuori dalla porta Sakurada al castello di Edo, gli fu affidata la costruzione del mausoleo di Hidetada a Zōjō-ji e dei 17 siti commemorativi per Tokugawa Ieyasu a Nikkō Tōshō-gū. Fu determinante nella stesura dei regolamenti Buke shohatto emanati nel 1635, i quali codificavano le leggi e i regolamenti che regolavano la condotta dei daimyō e dei samurai sotto lo shogunato Tokugawa.
Nel 1636 Masayuki venne trasferito nel dominio Yamagata (provincia di Dewa), il quale valeva 200 000 koku e rappresentava un aumento considerevole del reddito. Durante la ribellione di Shimabara del 1637 fu nominato generale dei rinforzi che lo shogunato si era preparato a inviare nel Kyūshū, ma la ribellione fu schiacciata prima che l'esercito partisse.
Nel 1643 fu nuovamente trasferito nel dominio di Aizu nella provincia di Mutsu, dove il suo kokudaka ufficiale divenne 230 000 koku; tuttavia, poiché il dominio di Aizu era anche incaricato dell'amministrazione di tutti i territori del tenryō nell'area di Aizu, il suo vero reddito era più del doppio di quello ufficiale. A Masayuki fu affidato da Iemitsu la cura di suo nipote, Tokugawa Ietsuna, che lo rese virtualmente sovrano del Giappone per diversi anni fino a quando il bambino non raggiunse la maggiore età. Tuttavia rifiutò un'offerta per poter utilizzare lo stemma della famiglia Tokugawa e per cambiare il suo cognome in Matsudaira, in parte per rispetto verso il clan Hoshina che lo aveva cresciuto, e in parte per sottolineare che non aveva progetti contro l'autorità del principale linea del lignaggio Tokugawa. (Lo stemma e il cognome furono successivamente adottati durante il mandato di suo figlio Masakata).
Masayuki era anche un mecenate di Yamazaki Ansai, una delle prime figure del neoconfucianesimo giapponese dell'era Edo, e insieme a lui scrisse il famoso Codice della casa di Aizu, che includeva un'ingiunzione diretta riguardo alla lealtà del clan allo Shōgun.
Nel 1664 Masayuki aiutò a risolvere un problema di successione dei domini limitrofi, quando suo genero  Uesugi Tsunakatsu, signore del feudo di Yonezawa, morì senza un erede diretto. Masayuki consigliò di dividere il dominio e di affidarlo a Uesugi Tsunanori. Mentre questa decisione portò a grandi difficoltà finanziarie per il dominio, alla fine, il clan Uesugi, continuando a sentirsi in debito con gli Hoshina, e indirettamente con il clan Tokugawa, si schierò con il Ōuetsu Reppan Dōmei durante la guerra Boshin del 1868.
Nel 1669 si ritirò ufficialmente dalle sue funzioni, cedendo il dominio Aizu a suo figlio, Hoshina Masatsune. Morì nella residenza del clan di Mita a Edo nel 1673. Masakuni era un discepolo di Yoshikawa Shintō e, su sua richiesta, fu sepolto con rituali Shintō sul terreno del Santuario Hanitsu vicino al lago Inawashiro, e dopo la sua morte fu divinizzato come kami Hanitsu-reishin (土 津 霊 神?).
I discendenti di Masayuki governarono il dominio di Aizu fino alla restaurazione Meiji.